# Nordiske Kvinders Forlag
Nordiske Kvinders Forlag var et forlag drevet af Olga Eggers. Det var stærkt racistisk med særlig vægt på antisemitisme.[kilde mangler] Forlaget udgav i 1930'erne værker som Martin Luthers Om Jøderne og Deres Løgne (1543), oversat af Olga Eggers. 
I Nordiske Kvinde: Rejs dig og kæmp fra 1938 gik hun gik i rette med alt det, der havde været hendes eget udgangspunkt som kvindesagsforkæmper og socialist. Hun talte nu skarpt og voldsomt mod marxisme, erotisk frihed, kvindesag osv. Hun fokuserede især på den manglende racebevidsthed i Norden, sædelighedsforbrydelser og dyremishandling – forbrydelser, som stort set alle tillægges jøderne.

## Eksterne links
- Dansk Kvindebiografisk Leksikon